# Aegyptiana
Aegyptiana is een geslacht van uitgestorven kreeftachtigen uit de klasse van de Ostracoda (mosselkreeftjes).

## Soorten
- Aegyptiana abutarturensis Boukhary & Damotte & Mohamed, 1982 †
- Aegyptiana anguloreticulata Bassiouni & Luger, 1990 †